# دوغ مكاي
دوغ مكاي هو لاعب هوكي الجليد كندي، ولد في 28 مايو 1929 في هاميلتون في كندا.

## وصلات خارجية
- دوغ مكاي على موقع دوري الهوكي الوطني (الإنجليزية)
- دوغ مكاي على موقع EliteProspects.com (الإنجليزية)
- دوغ مكاي على موقع HockeyDB.com (الإنجليزية)
- دوغ مكاي على موقع Hockey-Reference.com (الإنجليزية)